# Fusarium oxysporum
Fusarium oxysporum är en svampart som beskrevs av Schltdl. 1824. Fusarium oxysporum ingår i släktet Fusarium och familjen Nectriaceae.
Fusarium oxysporum orsakar midsommarsjuka hos ärtväxter, då en angriper stjälkens kärlsträngar. Plantorna gulnar av angreppen och kan till slut vissna ned helt.

## Underarter
Arten delas in i följande underarter:
- cubense
- cucumerinum
- elaeidis
- lini
- melonis
- vasinfectum
- hebes
- fatshederae
- ranunculi
- aleuritis
- conglutinans
- tulipae
- cucurbitacearum
- bouvardiae
- chrysanthemi
- crotalariae
- radicis-lycopersici
- aechmeae
- albedinis
- cannabis
- carthami
- cassiae
- fragariae
- lagenariae
- opuntiarum
- rauvolfiae
- vanillae
- zingiberi
- lentis
- apii
- asparagi
- batatas
- cepae
- ciceris
- dianthi
- gladioli
- lycopersici
- medicaginis
- niveum
- pisi
- tracheiphilum
- phaseoli
- lilii
- narcissi
- sesami
- callistephi
- cyclaminis
- lupini
- tuberosi
- melongenae
- spinaciae
- passiflorae
- glycines
- perniciosum
- basilici
- betae
- cattleyae
- matthiolae
- nicotianae
- pini
- raphani
- rhois
- meniscoideum
- citri
- coffeae
- fabae

## Källor

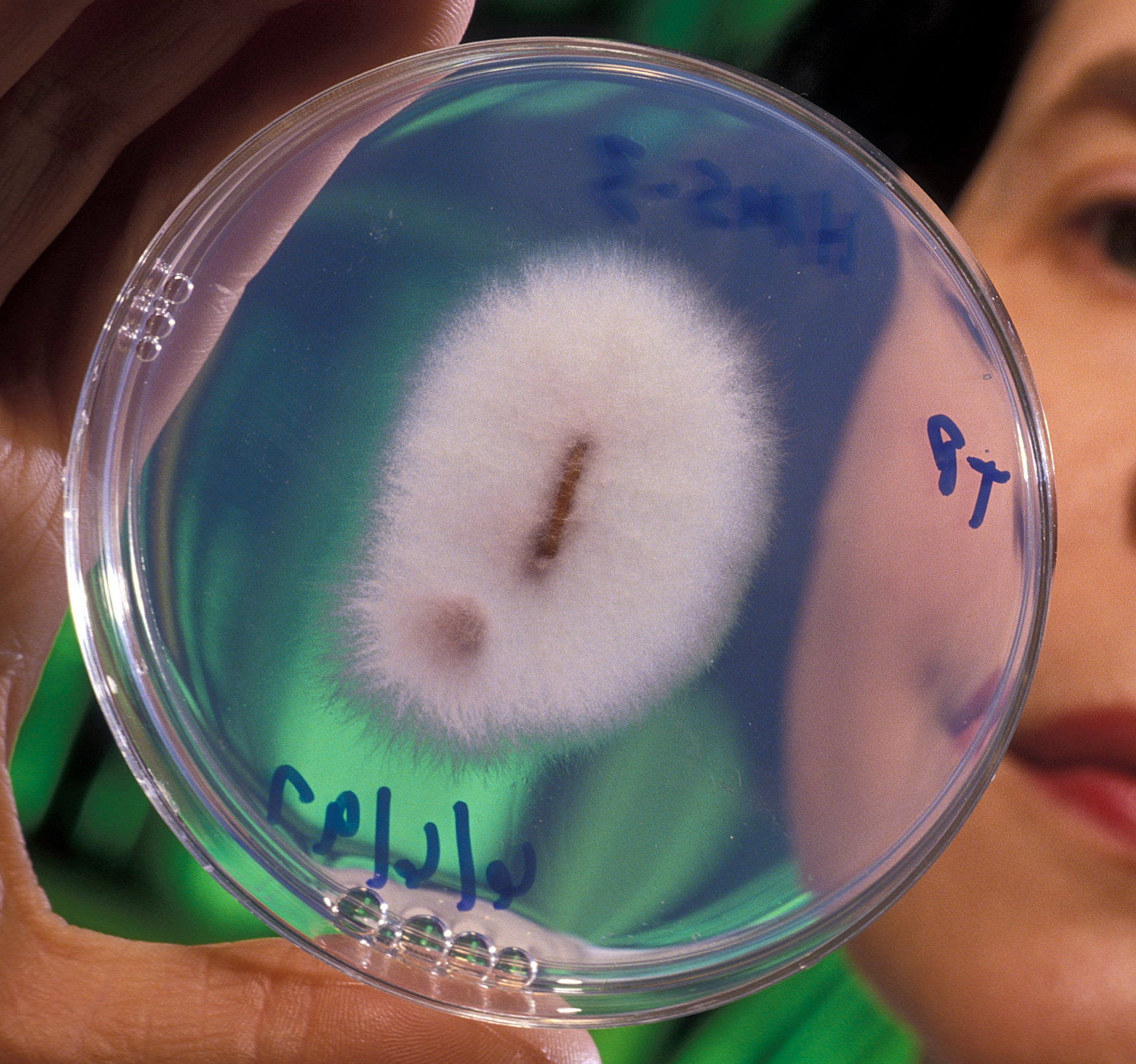